# Greg García
Gregory „Greg“ Thomas García (* 4. April 1970) ist ein US-amerikanischer TV-Producer, der mehrere Sitcoms entwickelt hat, darunter My Name Is Earl und Raising Hope.

## Leben
Greg García wuchs in Arlington County in Virginia auf und besuchte die Yorktown High School. Daraufhin besuchte er die Frostburg State University in Maryland, wo er das Television Writing Program belegte.
Die erste ausgestrahlte Fernsehfolge, für die García das Drehbuch schrieb, war 1995 eine Folge der ABC-Sitcom Sieben allein zu Haus. 1996 und 1997 folgten mehrere Drehbücher für Episoden der Sitcoms Alle unter einem Dach und Built to Last. García entwickelte die Sitcoms Yes, Dear (2000–2006), My Name Is Earl (2005–2009), Raising Hope (2010–2014) und The Millers (2013–2014). Mit der Serie My Name Is Earl wurde García für mehrere Preise nominiert. Im Jahr 2006 wurde er für das Drehbuch zur Pilotfolge von My Name Is Earl mit dem Emmy ausgezeichnet. 2013 wurden mit Super Clyde und The Millers zwei Pilotscripts Garcías verfilmt, The Millers wurde als Serie bestellt. Der Pilot von Super Clyde wurde auf Wunsch Garcías online veröffentlicht.
Bei mehreren Episoden der Serien My Name Is Earl und Raising Hope führte er Regie. Außerdem arbeitete er als Produzent bei den von ihm entwickelten Sitcoms sowie unter anderem bei Family Guy als beratender Produzent.
García ist seit 1997 verheiratet und hat drei Söhne. Sein jüngster Sohn spielte in Raising Hope eine jüngere Version der Hauptperson Jimmy.

## Filmografie

### Drehbuchautor
- 1995: Sieben allein zu Haus (On Our Own, Folge 1x17 Tapfere Pantoffelhelden)
- 1996: Alle unter einem Dach (Family Matters, 5 Folgen)
- 1997: Built to Last (3 Folgen)
- 2000–2006: Yes, Dear
- 2005–2009: My Name Is Earl
- 2010–2014: Raising Hope
- 2013: Super Clyde (Pilotfolge)
- 2013–2014: The Millers
- 2017–2018: The Guest Book
- seit 2022: Sprung

### Produzent
- 1997: Built to Last
- 1998: Alles rein persönlich (Getting Personal)
- 2001–2002: Family Guy
- 2000–2006: Yes, Dear
- 2005–2009: My Name Is Earl
- 2010–2014: Raising Hope
- 2013: Super Clyde (Pilotfolge)
- 2013–2014: The Millers
- 2017–2018: The Guest Book
- seit 2022: Sprung

### Regie
- 2006–2009: My Name Is Earl (6 Folgen)
- 2010–2012: Raising Hope (5 Folgen)
- 2017–2018: The Guest Book (8 Folgen)
- seit 2022: Sprung